# Мечеть Мудериса Али-эфенди
Мечеть Мудериса Али-эфенди (алб. Xhamia e Myderis Ali Efendisë, тур. Müderris Ali Efendi Camii, серб. Мудериз Али-ефендијина џамија), также называемая Мечетью Аль-Ходжа (алб. Xhamia e Ali Hoxhës) — мечеть в Призрене, Косово, построена в 1543—1581 годах и является одной из старейших мечетей на территории Косова. Расположена на улице Rr. Papa Gjon Pali, вниз по склону от католического собора Призрена. С его треугольной площадью мечеть занимает 877  м².
В 1989 году мечеть была объявлена памятником культуры. Её основатель, Али Эфенди, который в то время был мудерисом Призрена, похоронен в саду. После Второй мировой войны мечеть использовалась как центр Красного Креста и была сильно повреждена из-за неправильного использования. В 1963 году вспыхнул пожар, и поэтому мечеть была повреждена ещё больше (по данным городских властей, в 1975 году также произошёл пожар). Из-за этих событий мечеть утратила своеобразие старого памятника.
Мечеть знаменита трёхлетним бойкотом католических торговых лавок в Призрене в 1908 году.

## Бойкот 1905 года
Мечеть играла центральную роль во время бойкота католических албанских торговых лавок, который начался в 1905 году. В течение этого времени мусульманское население не занималось какой-либо экономической деятельностью с вышеупомянутыми лавками. Причиной этого бойкота стало предполагаемое обнаружение головы свиньи в мечети прямо перед утренней молитвой. Поскольку мечеть находится рядом с католической церковью, люди считали, что это была провокация католических албанцев, и в координации с главным имамом приняли решение бойкотировать католические лавки. Позже было сделано предположение, что эта провокация была организована сербским служителем Богословской православной церковной школы с целью разделения албанцев, которые в то время боролись за независимость от Османской империи.

## Галерея

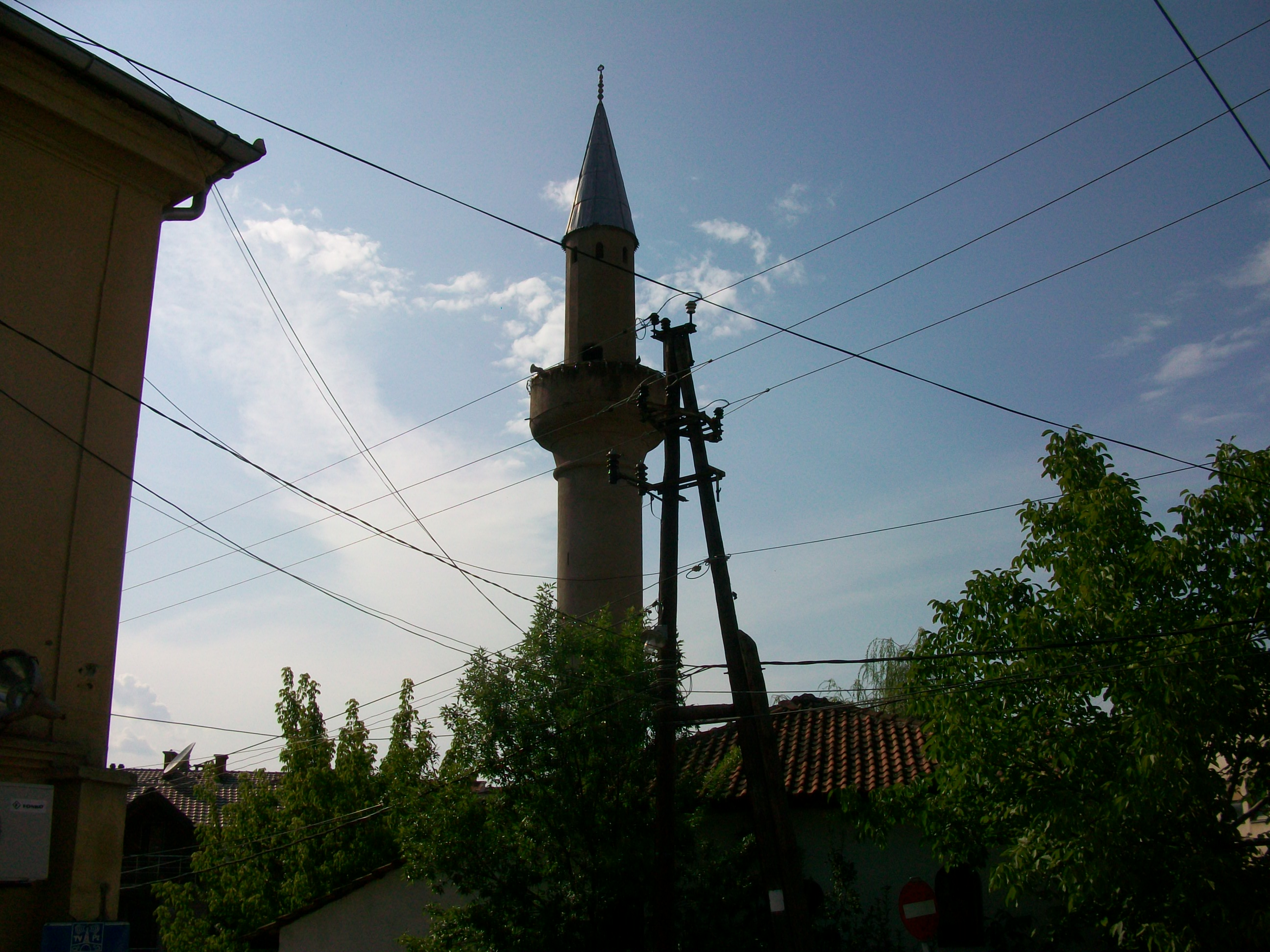
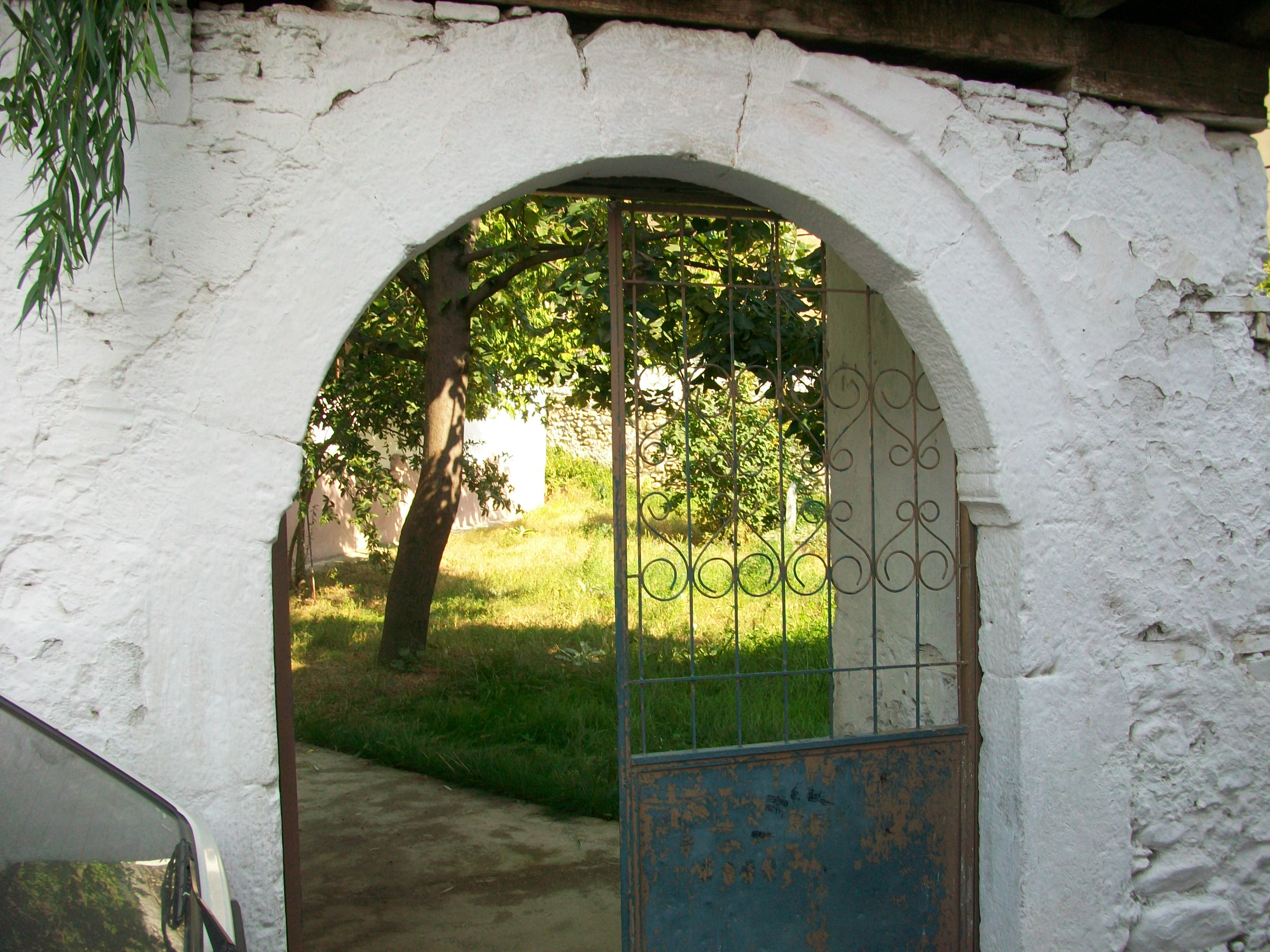
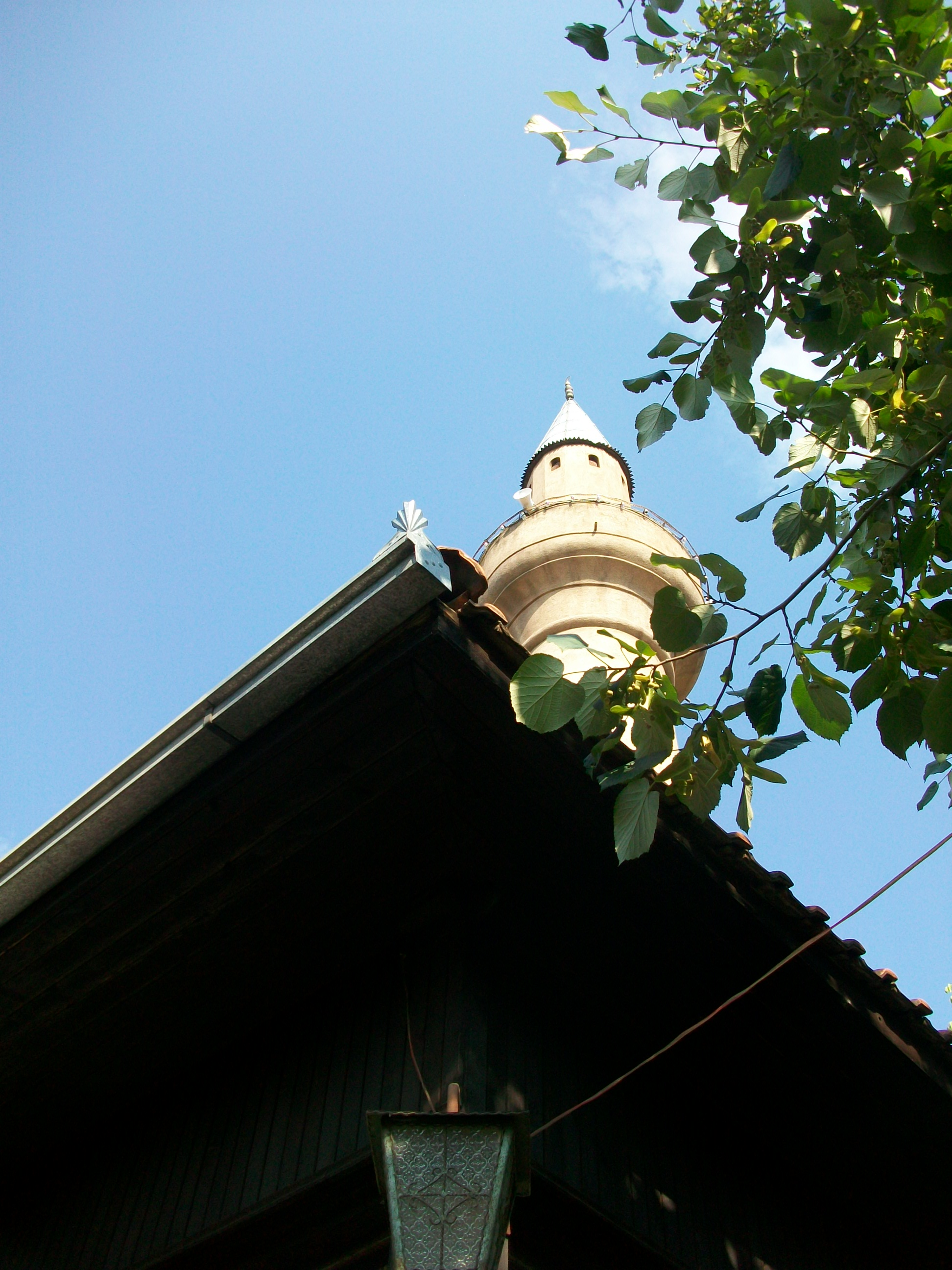
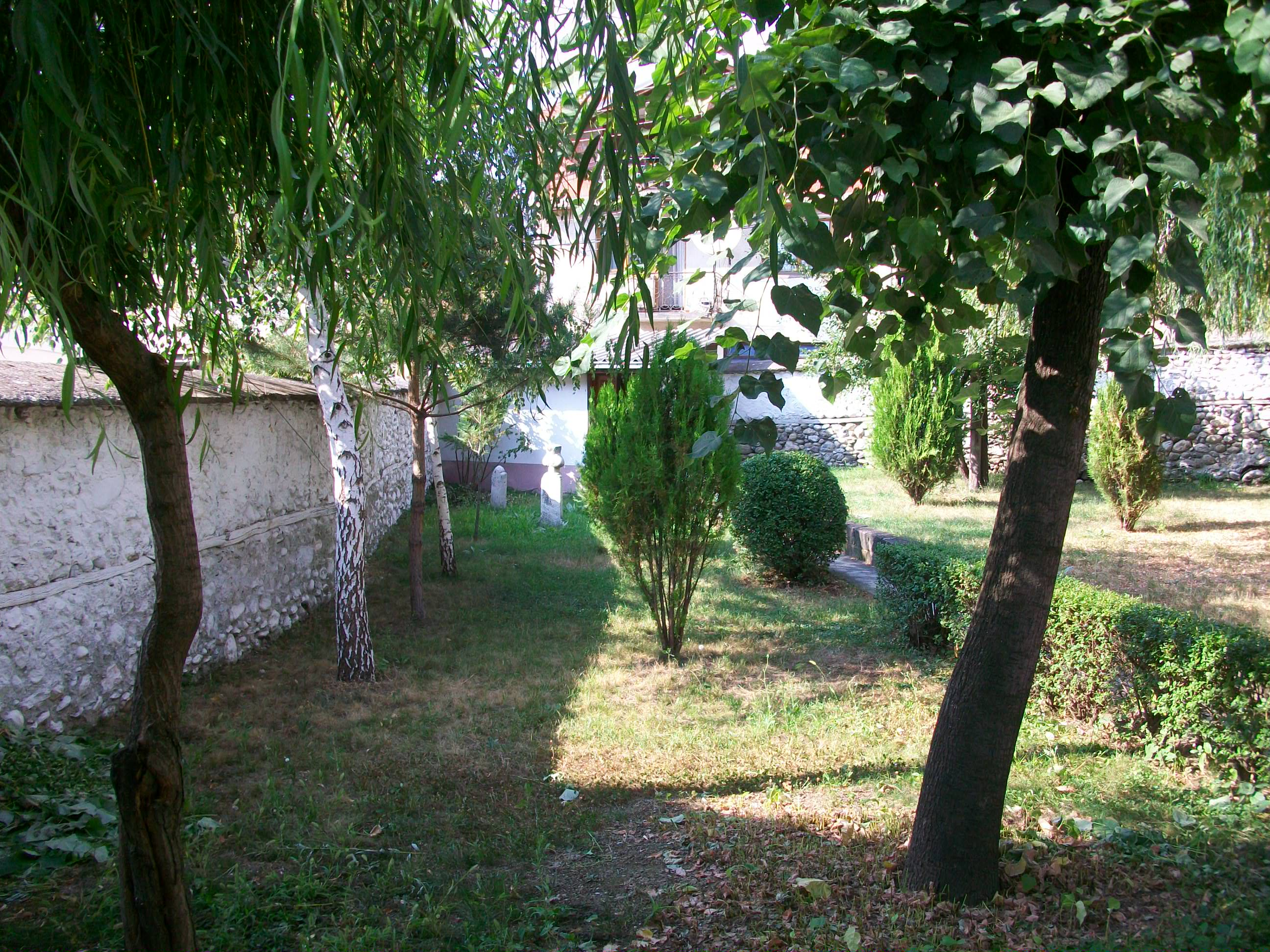
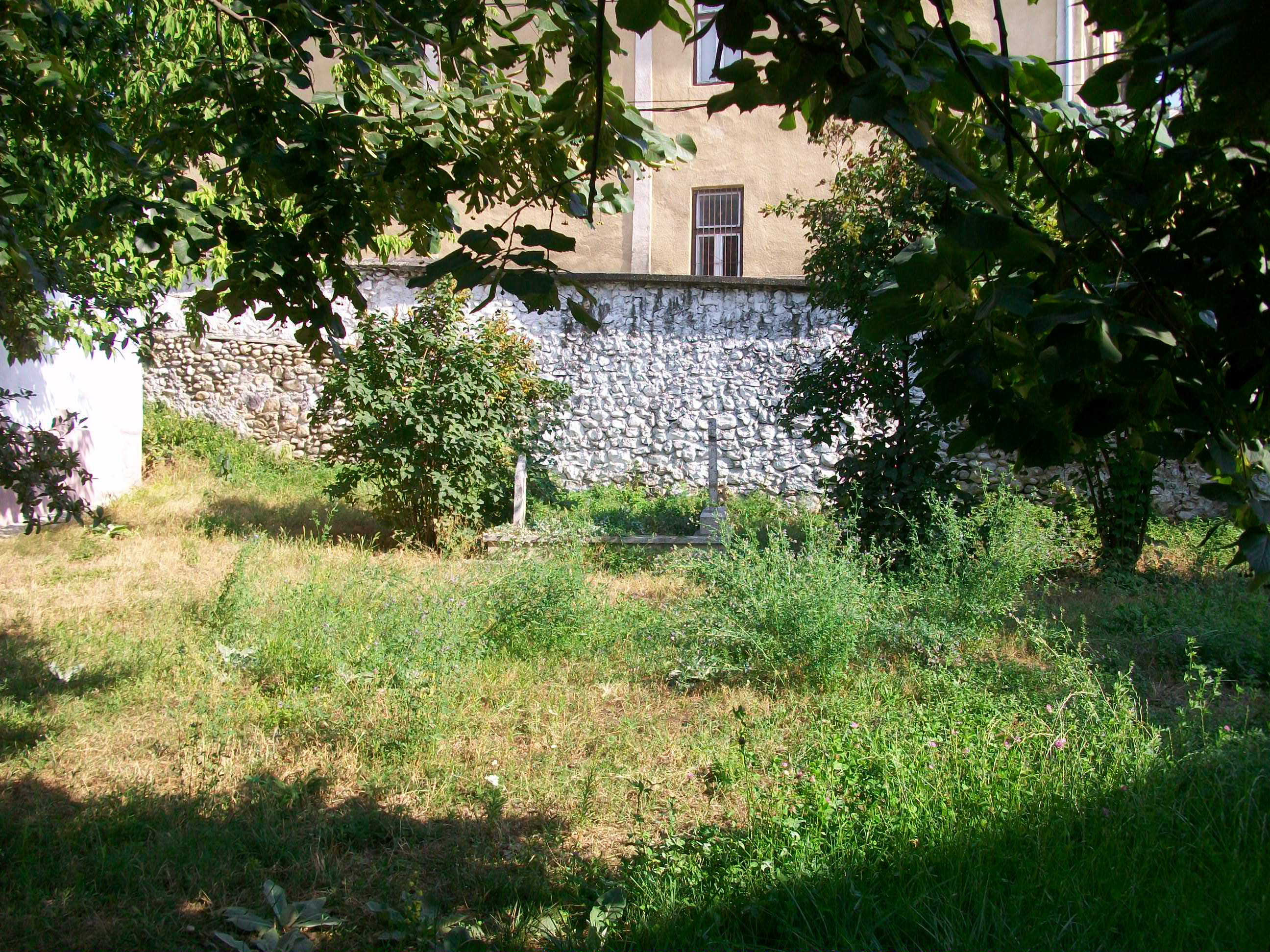